# Svizzera ai III Giochi olimpici invernali
La Svizzera partecipò ai III Giochi olimpici invernali, svoltisi a Lake Placid, Stati Uniti, dal 4 al 15 febbraio 1932, con una delegazione di 7 atleti impegnati in tre discipline.

## Medaglie
| Medaglia | Atleta                     | Sport | Evento             |
| -------- | -------------------------- | ----- | ------------------ |
| Argento  | Reto Capadrutt Oscar Geier | Bob   | Bob a due maschile |